# Anorchidie

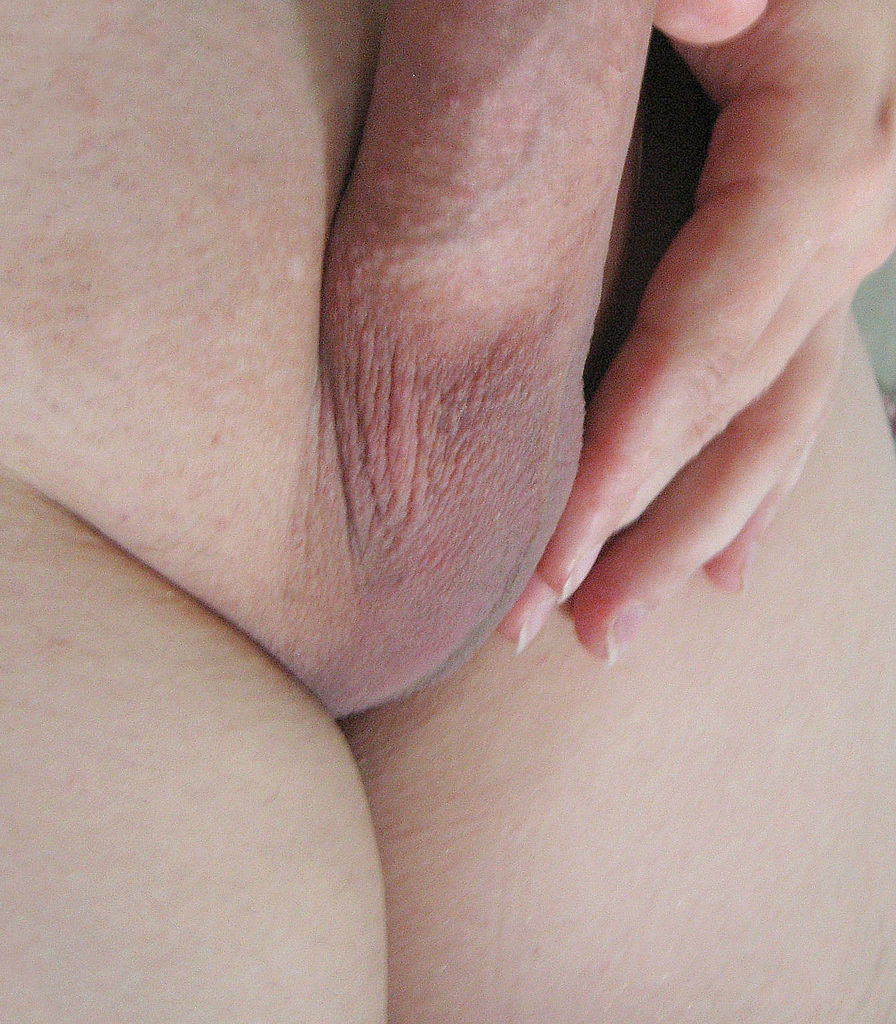
Photo d'une anorchidie

L'anorchidie est l'absence congénitale (agénésie testiculaire) ou acquise de testicule.
La bourse est alors vide.
La recherche d'un testicule ectopique s'impose si la cause de l'anorchidie est inconnue.
Le remplacement du testicule absent peut se faire par une prothèse.